# Mirepoix-sur-Tarn
Pour les articles homonymes, voir Mirepoix.
Mirepoix-sur-Tarn est une commune française située dans le sud-ouest de la France, dans le nord-est du département de la Haute-Garonne en région Occitanie.
Sur le plan historique et culturel, la commune est dans le pays Montalbanais, un territoire aux confins des anciennes provinces du Rouergue, de la Guyenne et du Languedoc et correspondant à la partie méridionale du Bas Quercy. Exposée à un climat océanique altéré, elle est drainée par le Tarn, le ruisseau de Palmola, le Crève-Cor, le ruisseau de Lauzat et par divers autres petits cours d'eau. La commune possède un patrimoine naturel remarquable : un site Natura 2000 (Les « vallées du Tarn, de l'Aveyron, du Viaur, de l'Agout et du Gijou ») et une zone naturelle d'intérêt écologique, faunistique et floristique.
Mirepoix-sur-Tarn est une commune rurale qui compte 1 132 habitants en 2022, après avoir connu une forte hausse de la population depuis 1962. Elle fait partie de l'aire d'attraction de Toulouse. Ses habitants sont appelés les Mirapissiens ou  Mirapissiennes.

## Géographie

### Localisation
La commune de Mirepoix-sur-Tarn se trouve dans le département de la Haute-Garonne, en région Occitanie.
Elle se situe à 25 km à vol d'oiseau de Toulouse, préfecture du département, et à 8 km de Villemur-sur-Tarn, bureau centralisateur du canton de Villemur-sur-Tarn dont dépend la commune depuis 2015 pour les élections départementales.
La commune fait en outre partie du bassin de vie de Bessières.
Les communes les plus proches sont : 
La Magdelaine-sur-Tarn (2,3 km), Layrac-sur-Tarn (2,6 km), Bessières (3,1 km), Bondigoux (3,9 km), Roquemaure (4,2 km), Villematier (5,3 km), Montjoire (5,7 km), Montvalen (5,9 km).
Sur le plan historique et culturel, Mirepoix-sur-Tarn fait partie du pays Montalbanais, un territoire aux confins des anciennes provinces du Rouergue, de la Guyenne et du Languedoc et correspondant à la partie méridionale du Bas Quercy.
Mirepoix-sur-Tarn est limitrophe de cinq autres communes dont deux dans le département du Tarn.
Les communes limitrophes sont  Bessières, La Magdelaine-sur-Tarn, Layrac-sur-Tarn, Montvalen et Roquemaure.
|                        | Montvalen (Tarn)  |                   |
| Layrac-sur-Tarn        | Mirepoix-sur-Tarn | Roquemaure (Tarn) |
| La Magdelaine-sur-Tarn | Bessières         |                   |

### Géologie et relief
La superficie de la commune est de 546 hectares ; son altitude varie de 85 à 221 m.

### Hydrographie

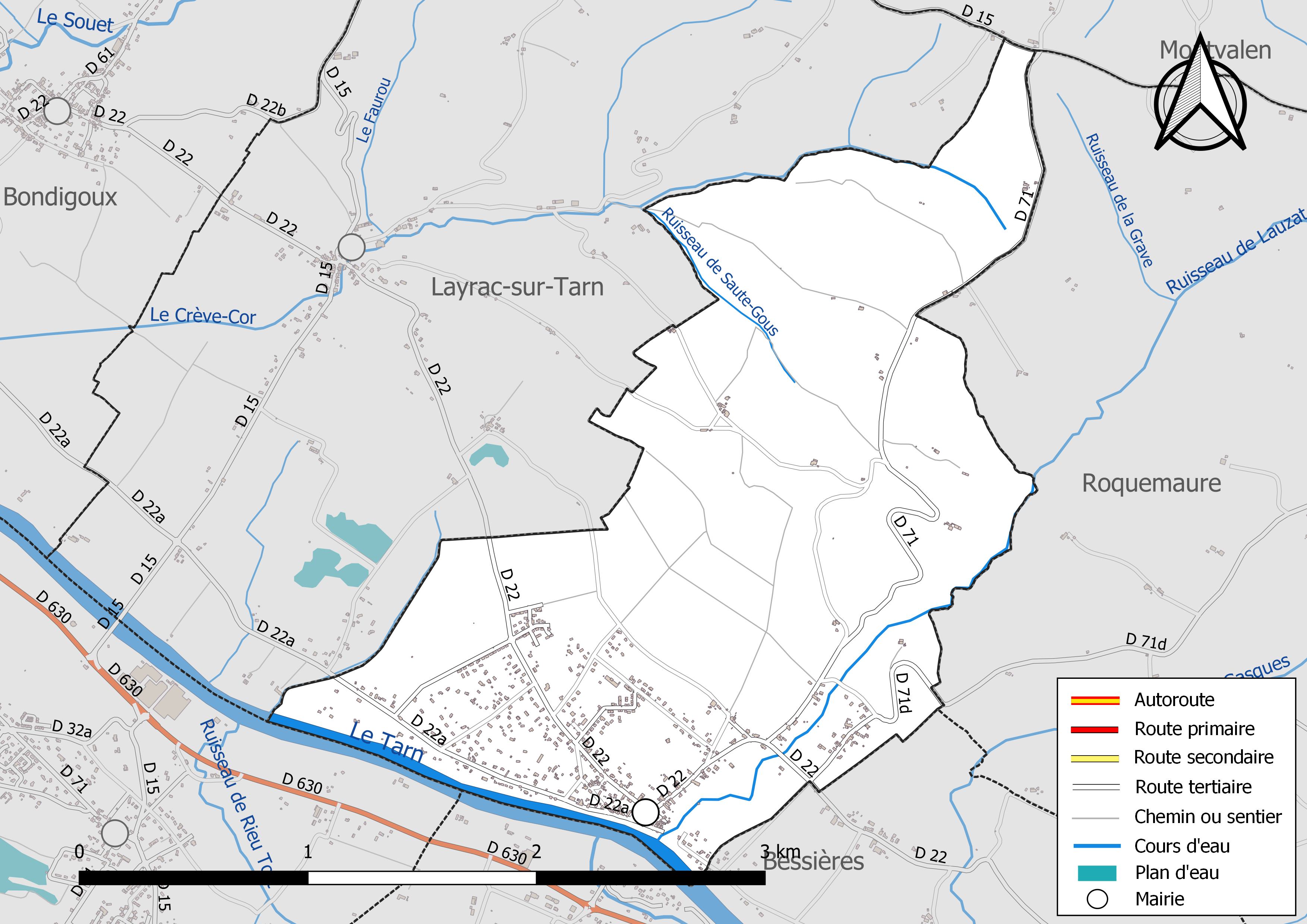
Réseaux hydrographique et routier de Mirepoix-sur-Tarn.

La commune est dans le bassin de la Garonne, au sein du bassin hydrographique Adour-Garonne. Elle est drainée par le Tarn, le ruisseau de Palmola, le Crève-Cor, le ruisseau de Lauzat, le ruisseau de Saute-Gous et par deux petits cours d'eau, constituant un réseau hydrographique de 6 km de longueur totale,.
Le Tarn, d'une longueur totale de 380 km, prend sa source sur le mont Lozère, dans le nord de la commune du Pont de Montvert - Sud Mont Lozère en Lozère, et se jette dans la Garonne à Saint-Nicolas-de-la-Grave, en Tarn-et-Garonne.
Le ruisseau de Palmola, d'une longueur totale de 12,8 km, prend sa source dans la commune de Montastruc-la-Conseillère et s'écoule vers le nord. Il se jette dans le Tarn sur le territoire communal, après avoir traversé 6 communes.

### Climat
Pour des articles plus généraux, voir Climat de l'Occitanie et Climat de la Haute-Garonne.
En 2010, le climat de la commune est de type climat du Bassin du Sud-Ouest, selon une étude s'appuyant sur une série de données couvrant la période 1971-2000. En 2020, Météo-France publie une typologie des climats de la France métropolitaine dans laquelle la commune est exposée à un climat océanique altéré et est dans la région climatique Aquitaine, Gascogne, caractérisée par une pluviométrie abondante au printemps, modérée en automne, un faible ensoleillement au printemps, un été chaud (19,5 °C), des vents faibles, des brouillards fréquents en automne et en hiver et des orages fréquents en été (15 à 20 jours).
Pour la période 1971-2000, la température annuelle moyenne est de 13,4 °C, avec une amplitude thermique annuelle de 16,2 °C. Le cumul annuel moyen de précipitations est de 746 mm, avec 10 jours de précipitations en janvier et 5,4 jours en juillet. Pour la période 1991-2020, la température moyenne annuelle observée sur la station météorologique la plus proche, située sur la commune de Blagnac à 24 km à vol d'oiseau, est de 14,2 °C et le cumul annuel moyen de précipitations est de 627,0 mm,. Pour l'avenir, les paramètres climatiques de la commune estimés pour 2050 selon différents scénarios d'émission de gaz à effet de serre sont consultables sur un site dédié publié par Météo-France en novembre 2022.

### Milieux naturels et biodiversité

#### Réseau Natura 2000

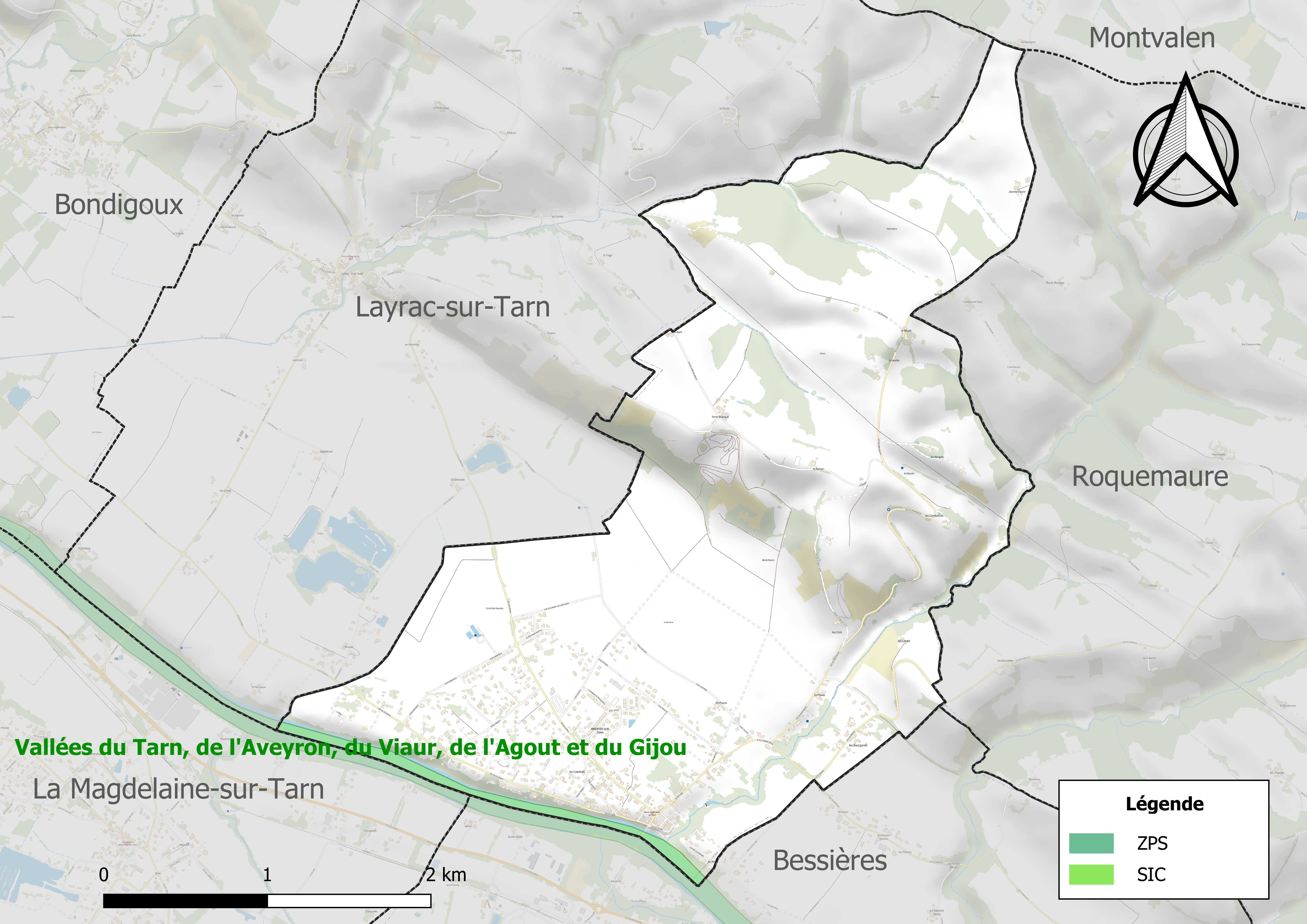
Site Natura 2000 sur le territoire communal.

Le réseau Natura 2000 est un réseau écologique européen de sites naturels d'intérêt écologique élaboré à partir des directives habitats et oiseaux, constitué de zones spéciales de conservation (ZSC) et de zones de protection spéciale (ZPS).
Un site Natura 2000 a été défini sur la commune au titre de la directive habitats : Les « vallées du Tarn, de l'Aveyron, du Viaur, de l'Agout et du Gijou », d'une superficie de 17 144 ha, s'étendent sur 136 communes dont 41 dans l'Aveyron, 8 en Haute-Garonne, 50 dans le Tarn et 37 dans le Tarn-et-Garonne. Elles présentent une très grande diversité d'habitats et d'espèces dans ce vaste réseau de cours d'eau et de gorges. La présence de la Loutre d'Europe et de la moule perlière d'eau douce est également d'un intérêt majeur.

#### Zones naturelles d'intérêt écologique, faunistique et floristique

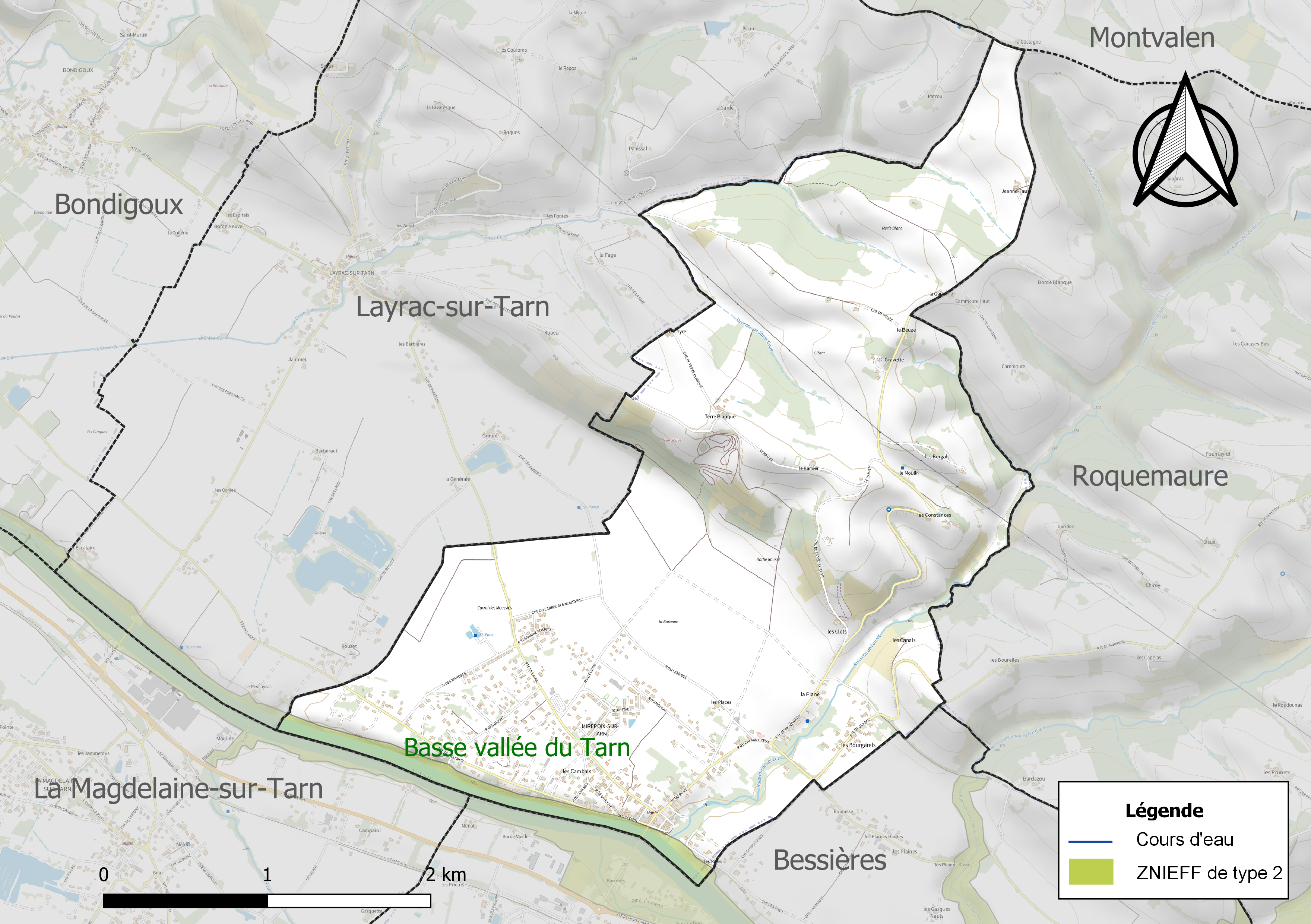
Carte de la ZNIEFF de type 2 localisée sur la commune.

L’inventaire des zones naturelles d'intérêt écologique, faunistique et floristique (ZNIEFF) a pour objectif de réaliser une couverture des zones les plus intéressantes sur le plan écologique, essentiellement dans la perspective d’améliorer la connaissance du patrimoine naturel national et de fournir aux différents décideurs un outil d’aide à la prise en compte de l’environnement dans l’aménagement du territoire.
Une ZNIEFF de type 2 est recensée sur la commune :
la « basse vallée du Tarn » (3 623 ha), couvrant 49 communes dont huit dans la Haute-Garonne, 20 dans le Tarn et 21 dans le Tarn-et-Garonne.

## Urbanisme

### Typologie
Au 1er janvier 2024, Mirepoix-sur-Tarn est catégorisée bourg rural, selon la nouvelle grille communale de densité à sept niveaux définie par l'Insee en 2022.
Elle est située hors unité urbaine. Par ailleurs la commune fait partie de l'aire d'attraction de Toulouse, dont elle est une commune de la couronne,. Cette aire, qui regroupe 527 communes, est catégorisée dans les aires de 700 000 habitants ou plus (hors Paris),.

### Occupation des sols
L'occupation des sols de la commune, telle qu'elle ressort de la base de données européenne d’occupation biophysique des sols Corine Land Cover (CLC), est marquée par l'importance des territoires agricoles (81 % en 2018), en diminution par rapport à 1990 (85,2 %). La répartition détaillée en 2018 est la suivante : 
terres arables (70,8 %), zones urbanisées (12,4 %), zones agricoles hétérogènes (10,2 %), forêts (4,9 %), eaux continentales (1,6 %). L'évolution de l’occupation des sols de la commune et de ses infrastructures peut être observée sur les différentes représentations cartographiques du territoire : la carte de Cassini (XVIIIe siècle), la carte d'état-major (1820-1866) et les cartes ou photos aériennes de l'IGN pour la période actuelle (1950 à aujourd'hui).

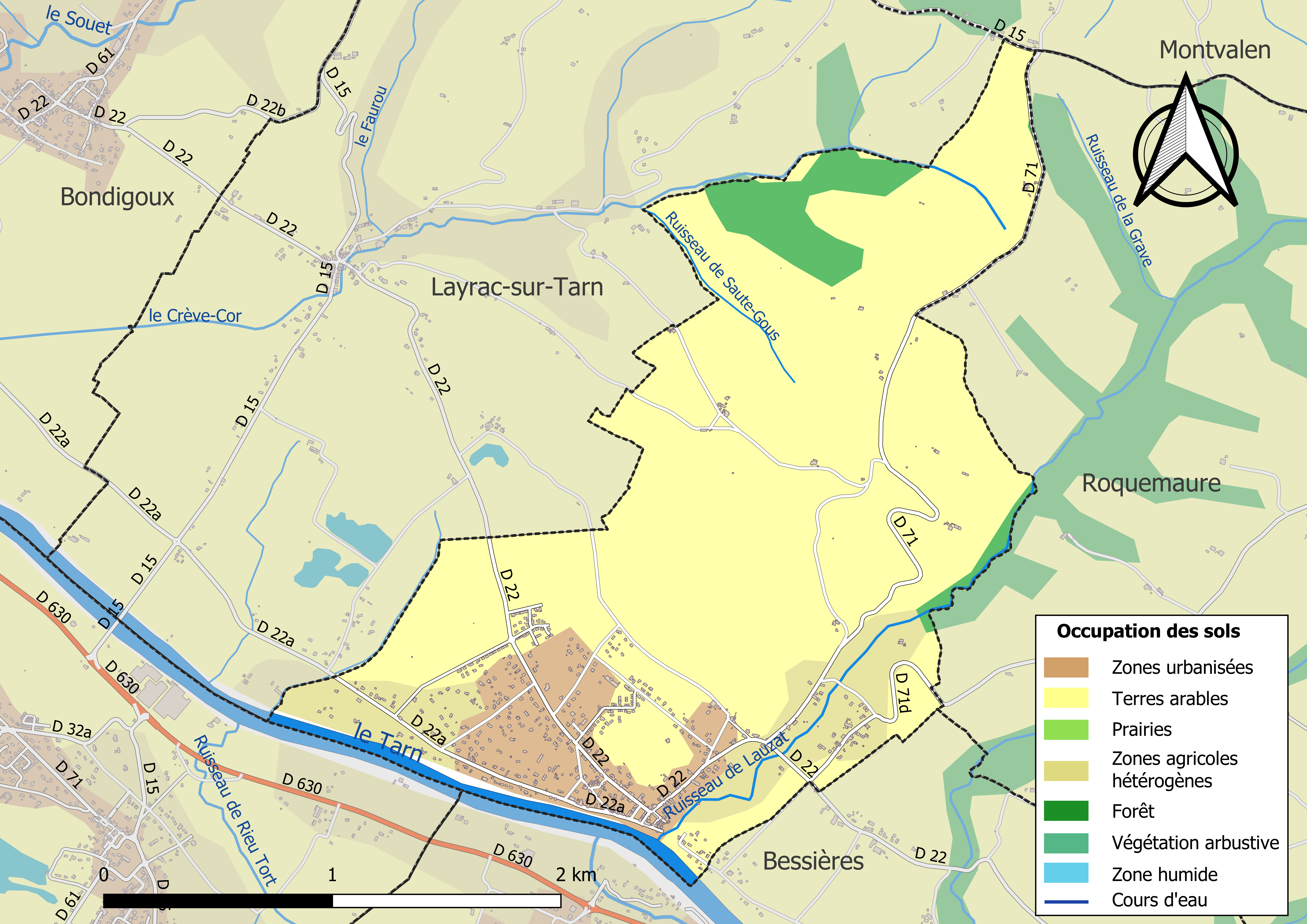
Carte des infrastructures et de l'occupation des sols de la commune en 2018 (CLC).

### Morphologie urbaine
L'ensemble des habitations et des activités humaines se concentrent dans le centre du village, situé en bordure du Tarn, dans l'extrême sud du territoire communal. Le reste du territoire est très peu dense : il n'y a que quelques habitations éparpillées sur la route de Montvalen. Le centre-village s'étend de plus en plus, notamment en direction de Villemur et de Layrac, avec l'apparition de lotissements.

### Logement
En 2014, le nombre total de logements dans la commune était de 403, alors qu'il était de 293 en 2009.
Parmi ces logements, 89,5 % étaient des résidences principales, 1,9 % des résidences secondaires et 8,6 % des logements vacants. Ces logements étaient pour 94,7 % d'entre eux des maisons individuelles et pour 5,3 % des appartements.
La proportion des résidences principales, propriétés de leurs occupants était de 81,3 %, en baisse par rapport à 2009 (88,5 %). La commune compte 24 logements HLM loué vide en 2014, alors qu'elle n'en comptait aucun en 2009.

### Voies de communication et transports
Accès par l'autoroute A68 (sortie no 4 direction Bessières, Buzet-sur-Tarn) et la route départementale RD 630 (ancienne RN 630, reliant Montauban à Castres), ainsi que par le train en gare de Buzet - Roquesérière.
La ligne express Hop!304 du réseau Arc-en-Ciel relie le centre de la commune à la station Balma - Gramont du métro de Toulouse, la ligne 355 relie le centre de la commune à la gare routière de Toulouse ou à la station Borderouge depuis Villemur-sur-Tarn, et la ligne 375 relie la commune au lycée de Fronton depuis Buzet-sur-Tarn.

### Risques majeurs
Le territoire de la commune de Mirepoix-sur-Tarn est vulnérable à différents aléas naturels : météorologiques (tempête, orage, neige, grand froid, canicule ou sécheresse), inondations et séisme (sismicité très faible). Un site publié par le BRGM permet d'évaluer simplement et rapidement les risques d'un bien localisé soit par son adresse soit par le numéro de sa parcelle.
Certaines parties du territoire communal sont susceptibles d’être affectées par le risque d’inondation par débordement de cours d'eau, notamment le ruisseau de Palmola. La commune a été reconnue en état de catastrophe naturelle au titre des dommages causés par les inondations et coulées de boue survenues en 1982, 1999 et 2009,.

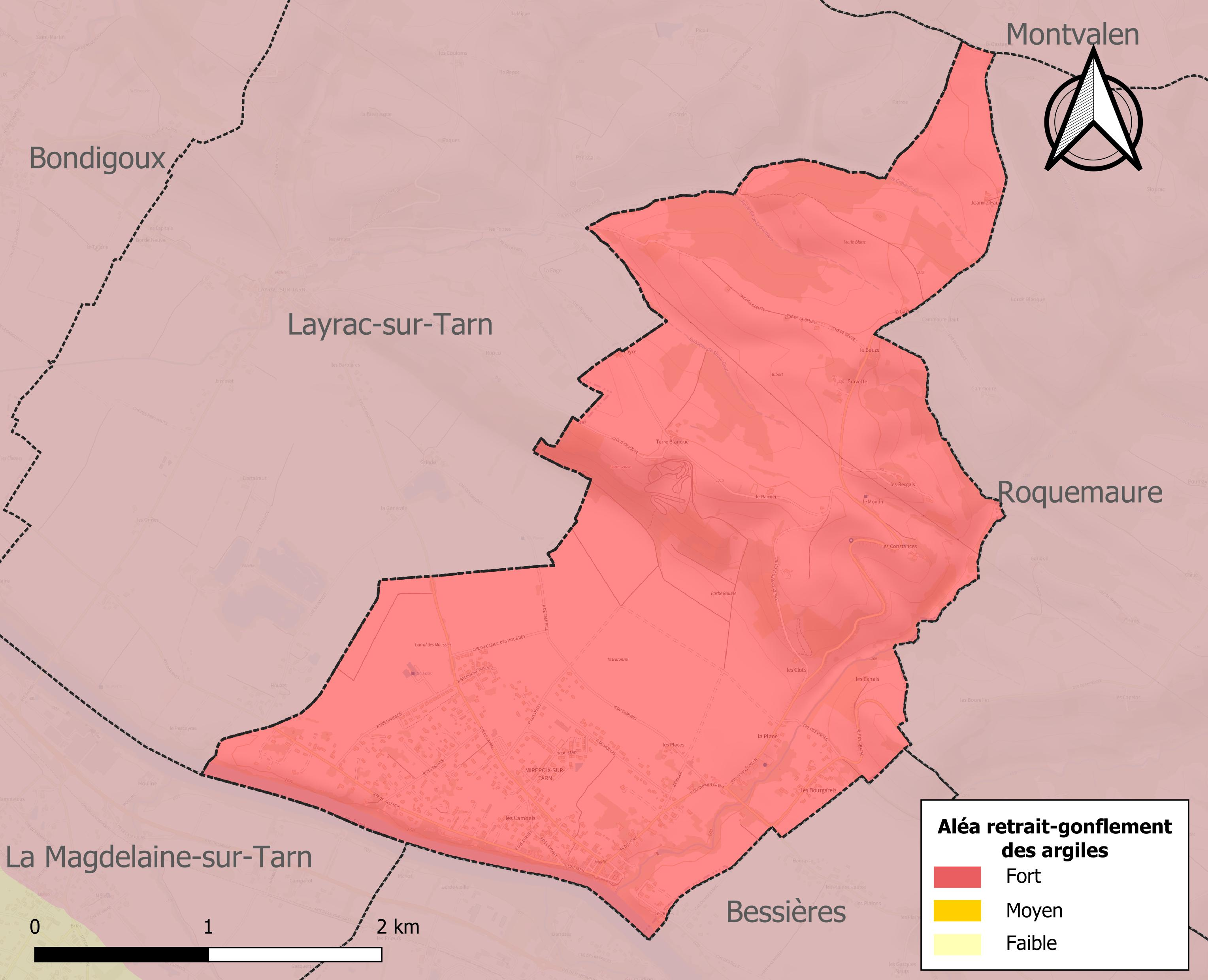
Carte des zones d'aléa retrait-gonflement des sols argileux de Mirepoix-sur-Tarn.

Le retrait-gonflement des sols argileux est susceptible d'engendrer des dommages importants aux bâtiments en cas d’alternance de périodes de sécheresse et de pluie. La totalité de la commune est en aléa moyen ou fort (88,8 % au niveau départemental et 48,5 % au niveau national). Sur les 400 bâtiments dénombrés sur la commune en 2019, 400 sont en aléa moyen ou fort, soit 100 %, à comparer aux 98 % au niveau départemental et 54 % au niveau national. Une cartographie de l'exposition du territoire national au retrait gonflement des sols argileux est disponible sur le site du BRGM,.
Par ailleurs, afin de mieux appréhender le risque d’affaissement de terrain, l'inventaire national des cavités souterraines permet de localiser celles situées sur la commune.
Concernant les mouvements de terrains, la commune a été reconnue en état de catastrophe naturelle au titre des dommages causés par la sécheresse en 2003 et 2011 et par des mouvements de terrain en 1999.

## Toponymie
Composée du verbe occitan mirar « regarder, guetter » et de l'occitan peis « poisson », c'est-à-dire mira peis « (lieu d'où on peut) regarder les poissons » > *Mirapeis, francisé par la suite en Mirepoix.

## Histoire
Dans les années 1840, le village compte environ 530 habitants.
En juillet 1896, la commune demande l’autorisation de s'appeler Mirepoix-sur-Tarn pour optimiser le bon fonctionnement des services postaux.
En février/mars 1898 le Mirepoix de Haute-Garonne prend le nom de Mirepox-sur-Tarn par décret.
La commune compte environ 425 habitants en 1898.
Le 18 novembre 2019, le pont suspendu de Mirepoix-sur-Tarn s'effondre lors du passage d'un poids-lourd de plus de 51 tonnes, soit en très nette surcharge par rapport à la limite de 19 tonnes que pouvait supporter l'ouvrage : la catastrophe précipite le camion dans le Tarn ainsi qu’une autre voiture engagée sur le pont, entraînant la mort du chauffeur du poids-lourd et d’une adolescente de 15 ans, passagère de la voiture,.

### Héraldique
| Mirepoix-sur-Tarn | Son blasonnement est : D'or à la croix latine haussée et alésée d'azur. |

## Politique et administration

### Administration municipale
Le nombre d'habitants au recensement de 2011 étant compris entre 500 et 1 499 habitants, le nombre de membres du conseil municipal pour l'élection de 2014 est de quinze,.

### Rattachements administratifs et électoraux
Commune faisant partie de la Cinquième circonscription de la Haute-Garonne de la communauté de communes de Val'Aïgo et du canton de Villemur-sur-Tarn.

### Liste des maires
| Période                                  | Période               | Identité               | Étiquette | Qualité |
| ---------------------------------------- | --------------------- | ---------------------- | --------- | --- |
| Les données manquantes sont à compléter. |                       |                        |           | |
| 1848                                     | 1855                  | Jean Chaubard          |           | |
| 1855                                     |                       | David Maury            |           | |
| 1856                                     | 1877                  | Jean Bila              |           | |
| 1878                                     | 1911                  | Célestin Calmel        | Rad.      | Cultivateur Conseiller général de Villemur-sur-Tarn (1907 → 1913) Conseiller d'arrondissement (1898 → 1907) |
| mai 1912                                 | décembre 1919         | Jean Marty             |           | |
| décembre 1919                            | 1923                  | Jules Vernhes          |           | |
| mars 1924                                | 1939                  | Jean-Ernest Richard    |           | |
| Les données manquantes sont à compléter. |                       |                        |           | |
| mai 1945                                 | décembre 1964         | Jean-Ernest Richard    |           | |
| mars 1965                                | juin 1995             | Jean-Michel Richard    |           | |
| juin 1995                                | août 2001 (démission) | Francis Reynes         |           | |
| août 2001                                | juillet 2020          | Éric Oget              | MR        | Gérant de société                                                                                           |
| juillet 2020                             | En cours              | Sonia Blanchard-Essner |           | Juriste en droit public                                                                                     |

## Population et société

### Démographie
L'évolution du nombre d'habitants est connue à travers les recensements de la population effectués dans la commune depuis 1793. Pour les communes de moins de 10 000 habitants, une enquête de recensement portant sur toute la population est réalisée tous les cinq ans, les populations de référence des années intermédiaires étant quant à elles estimées par interpolation ou extrapolation. Pour la commune, le premier recensement exhaustif entrant dans le cadre du nouveau dispositif a été réalisé en 2006.

En 2022, la commune comptait 1 132 habitants, en évolution de +13,09 % par rapport à 2016 (Haute-Garonne : +8,02 %, France hors Mayotte : +2,11 %).
| 1793 | 1800 | 1806 | 1821 | 1831 | 1836 | 1841 | 1846 | 1851 |
| ---- | ---- | ---- | ---- | ---- | ---- | ---- | ---- | ---- |
| 522  | 525  | 485  | 510  | 527  | 421  | 520  | 520  | 520  |

| 1856 | 1861 | 1866 | 1872 | 1876 | 1881 | 1886 | 1891 | 1896 |
| ---- | ---- | ---- | ---- | ---- | ---- | ---- | ---- | ---- |
| 536  | 504  | 470  | 438  | 442  | 467  | 417  | 430  | 425  |

| 1901 | 1906 | 1911 | 1921 | 1926 | 1931 | 1936 | 1946 | 1954 |
| ---- | ---- | ---- | ---- | ---- | ---- | ---- | ---- | ---- |
| 404  | 400  | 354  | 282  | 283  | 283  | 270  | 269  | 303  |

| 1962 | 1968 | 1975 | 1982 | 1990 | 1999 | 2006 | 2011 | 2016  |
| ---- | ---- | ---- | ---- | ---- | ---- | ---- | ---- | ----- |
| 339  | 340  | 342  | 399  | 476  | 537  | 662  | 712  | 1 001 |

| 2021  | 2022  | - | - | - | - | - | - | - |
| ----- | ----- | - | - | - | - | - | - | - |
| 1 123 | 1 132 | - | - | - | - | - | - | - |

| selon la population municipale des années : | 1968 | 1975 | 1982 | 1990 | 1999 | 2006 | 2009 | 2013 |
| Rang de la commune dans le département      | 255  | 233  | 205  | 203  | 198  | 197  | 199  | 174  |
| Nombre de communes du département           | 592  | 582  | 586  | 588  | 588  | 588  | 589  | 589  |

### Enseignement
Mirepoix-sur-Tarn fait partie de l'académie de Toulouse.
L'éducation est assurée sur la commune par une école maternelle, et une école élémentaire,.

### Santé
La commune dispose d’un centre communal d’action sociale (CCAS).

### Culture et festivités
Salle des fêtes, comité des fêtes,

### Activités sportives
Tennis, chasse, pétanque, centre de loisirs, pêche, cyclisme, randonnée pédestre,

## Économie

### Revenus
En 2018  (données Insee publiées en septembre 2021), la commune compte 428 ménages fiscaux, regroupant 1 140 personnes. La médiane du revenu disponible par unité de consommation est de 22 140 € (23 140 € dans le département).

### Emploi
|                | 2008  | 2013  | 2018  |
| -------------- | ----- | ----- | ----- |
| Commune        | 6,9 % | 7 %   | 9,6 % |
| Département    | 7,7 % | 9,6 % | 9,3 % |
| France entière | 8,3 % | 10 %  | 10 %  |

En 2018, la population âgée de 15 à 64 ans s'élève à 664 personnes, parmi lesquelles on compte 83,6 % d'actifs (74 % ayant un emploi et 9,6 % de chômeurs) et 16,4 % d'inactifs,. En  2018, le taux de chômage communal (au sens du recensement) des 15-64 ans est supérieur à celui du département, mais inférieur à celui de la France, alors qu'il était inférieur à celui du département et de la France en 2008.
La commune fait partie de la couronne de l'aire d'attraction de Toulouse, du fait qu'au moins 15 % des actifs travaillent dans le pôle,. Elle compte 130 emplois en 2018, contre 99 en 2013 et 84 en 2008. Le nombre d'actifs ayant un emploi résidant dans la commune est de 494, soit un indicateur de concentration d'emploi de 26,3 % et un taux d'activité parmi les 15 ans ou plus de 72 %.
Sur ces 494 actifs de 15 ans ou plus ayant un emploi, 77 travaillent dans la commune, soit 16 % des habitants. Pour se rendre au travail, 87,9 % des habitants utilisent un véhicule personnel ou de fonction à quatre roues, 5,4 % les transports en commun, 3,1 % s'y rendent en deux-roues, à vélo ou à pied et 3,6 % n'ont pas besoin de transport (travail au domicile).

### Activités hors agriculture

#### Secteurs d'activités
67 établissements sont implantés  à Mirepoix-sur-Tarn au 31 décembre 2019. Le tableau ci-dessous en détaille le nombre par secteur d'activité et compare les ratios avec ceux du département,.
| Secteur d'activité                                                                                        | Commune | Commune | Département |
| Secteur d'activité                                                                                        | Nombre  | %       | %           |
| --- | ------- | ------- | ----------- |
| Ensemble                                                                                                  | 67      | 100 %   | (100 %)     |
| Industrie manufacturière, industries extractives et autres                                                | 2       | 3 %     | (5,7 %)     |
| Construction                                                                                              | 18      | 26,9 %  | (12 %)      |
| Commerce de gros et de détail, transports, hébergement et restauration                                    | 16      | 23,9 %  | (25,9 %)    |
| Information et communication                                                                              | 3       | 4,5 %   | (4,1 %)     |
| Activités financières et d'assurance                                                                      | 2       | 3 %     | (3,8 %)     |
| Activités immobilières                                                                                    | 1       | 1,5 %   | (4,2 %)     |
| Activités spécialisées, scientifiques et techniques et activités de services administratifs et de soutien | 11      | 16,4 %  | (19,8 %)    |
| Administration publique, enseignement, santé humaine et action sociale                                    | 8       | 11,9 %  | (16,6 %)    |
| Autres activités de services                                                                              | 6       | 9 %     | (7,9 %)     |

Le secteur de la construction est prépondérant sur la commune puisqu'il représente 26,9 % du nombre total d'établissements de la commune (18 sur les 67 entreprises implantées  à Mirepoix-sur-Tarn), contre 12 % au niveau départemental.

#### Entreprises et commerces
Les quatre entreprises ayant leur siège social sur le territoire communal qui génèrent le plus de chiffre d'affaires en 2020 sont : 
- Ohweb, conseil en systèmes et logiciels informatiques (152 k€)
- EURL Jezequel, travaux d'installation d'eau et de gaz en tous locaux (150 k€)
- Musilog, tierce maintenance de systèmes et d'applications informatiques (50 k€)
- DL Menuiseries & Stores, travaux de menuiserie bois et PVC (34 k€)

L'agriculture basée sur la culture de céréales (maïs, blé…) a encore une place très importante mais tend à diminuer en faveur de zones résidentielles liées à la proximité de l'agglomération toulousaine.

### Agriculture
|               | 1988 | 2000 | 2010 | 2020 |
| ------------- | ---- | ---- | ---- | ---- |
| Exploitations | 13   | 9    | 7    | 6    |
| SAU (ha)      | 308  | 294  | 337  | 367  |

La commune est dans le Lauragais, une petite région agricole occupant le nord-est du département de la Haute-Garonne, dont les coteaux portent des grandes cultures en sec avec une dominante blé dur et tournesol. En 2020, l'orientation technico-économique de l'agriculture  sur la commune est la culture de céréales et/ou d'oléoprotéagineuses. Six exploitations agricoles ayant leur siège dans la commune sont dénombrées lors du recensement agricole de 2020 (13 en 1988). La superficie agricole utilisée est de 367 ha,,.

## Culture locale et patrimoine

### Lieux et monuments

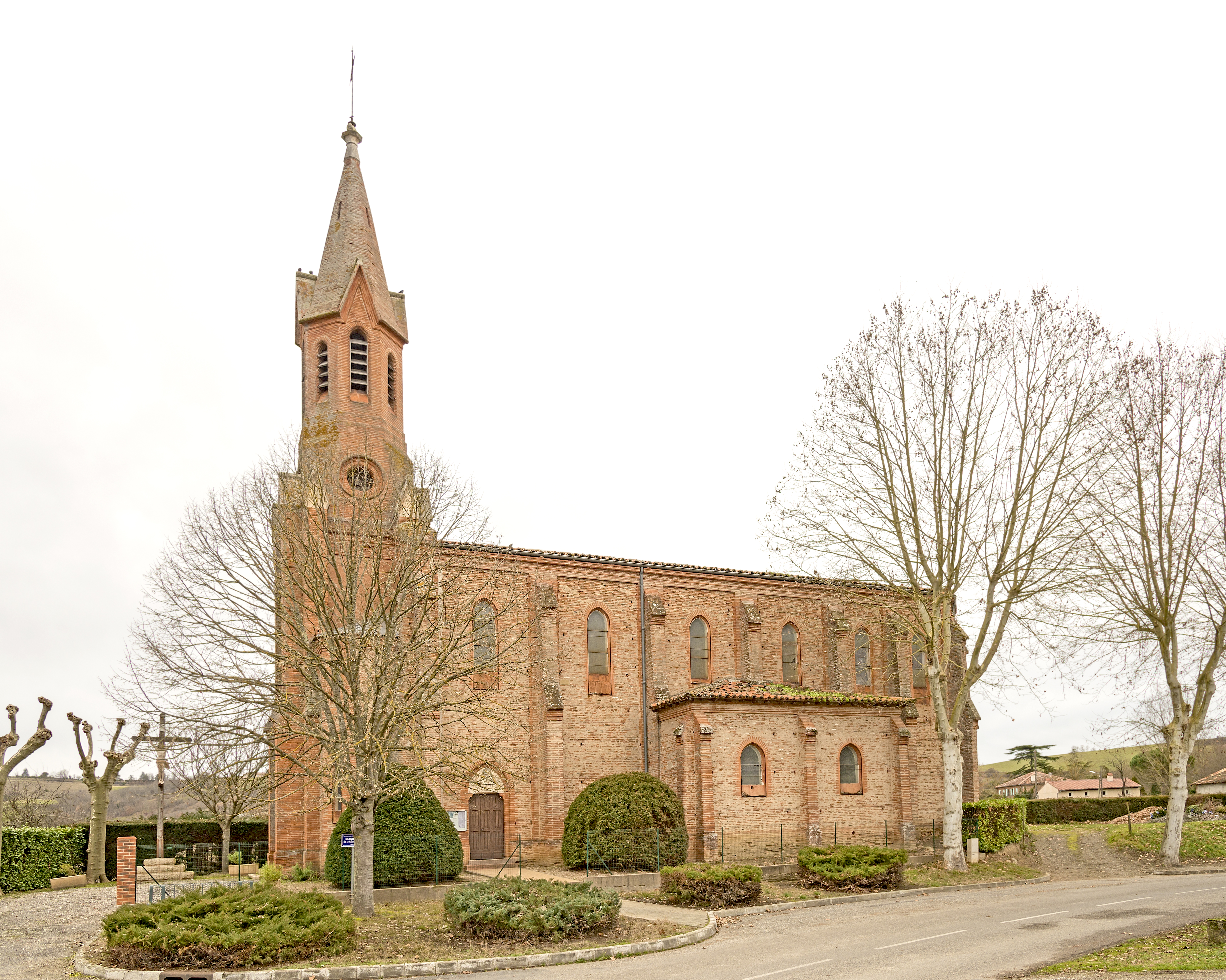
L'église Sainte-Julitte-et-Saint-Cyr.

- L'église Sainte-Julitte-et-Saint-Cyr
- Pont sur le Tarn (effondré)

## Pour approfondir